# Blepyrus carolinensis
Blepyrus carolinensis är en stekelart som först beskrevs av Geoffrey John Kerrich 1967.
Blepyrus carolinensis ingår i släktet Blepyrus och familjen sköldlussteklar. Inga underarter finns listade i Catalogue of Life.